# Varzob Dushanbe
El Varzob Dushanbe es un club de fútbol de Tayikistán que juega en la Segunda División de Tayikistán, la segunda liga de fútbol más importante del país.

## Historia
Fue fundado en el año 1996 en la capital Dusambé y ha sido campeón de la Liga de fútbol de Tayikistán en tres ocasiones y ha ganado el torneo de Copa en dos ocasiones en tres finales jugadas.
A nivel internacional ha participado en 2 torneos continentales, en los cuales nunca pudo pasar de la segunda ronda. El equipo no ha jugado en la Liga de fútbol desde la temporada 2001.

## Palmarés
- Liga de fútbol de Tayikistán: 3

1998, 1999, 2000
- Copa de Tayikistán: 2

1998, 1999
- - Finalista: 1

2001

### Participación en competiciones de la AFC
- Copa de Clubes de Asia: 2 apariciones

| 2000 - Segunda ronda | 2001 - Segunda ronda |

## Entrenadores
- Sharif Nazarov

## Jugadores destacados
- Alier Ashurmamadov
- Odil Irgashev
- Rustam Khojaev
- Denis Knitel
- Aleksandr Mukanin
- Tokhirjon Muminov